# Quarré-les-Tombes
Quarré-les-Tombes é uma comuna francesa na região administrativa de Borgonha-Franco-Condado, no departamento de Yonne. Estende-se por uma área de 45,94 km². Em 2010 a comuna tinha 659 habitantes (densidade: 14,3 hab./km²).